# Chorągiew kozacka Stanisława Radziejowskiego
Chorągiew kozacka Stanisława Radziejowskiego - chorągiew jazdy kozackiej I połowy XVII wieku, okresu wojen Rzeczypospolitej ze Szwedami i Moskwą.
Szefem tej chorągwi był wojewoda rawski Stanisław Radziejowski. Żołnierze chorągwi wzięli udział w wojnie polsko-szwedzkiej 1626-1629.